# The Jimi Hendrix Experience
Џими Хендрикс експиријенс (енгл. The Jimi Hendrix Experience) био је енглеско-амерички рок бенд који је формиран у Вестминстеру, Лондон, у септембру 1966. године, а основали су га певач, текстописац и гитариста Џими Хендрикс, басиста и пратећи вокал Ноел Рединг, и бубњар Мич Мичел. Бенд је био активан до јуна 1969. године. Током овог периода бенд је издао три успешна студијска албума. Након што је Рединг напустио бенд средином 1969. године, Хендрикс и Митчел су наставили заједно да раде на другим пројектима. Експиријенс је реформисан 1970. године, са Били Коксом на басу, до Хендриксове смрти у септембру. Рединг је умро 2003. године., а Мичел у новембру 2008. године
Широко признат као изузетно утицајан у развоју хард рока, психоделичног рока и хеви метал музике током касних 1960-их и даље, Џими Хендрикс експиријенс је најпознатији по техници, стилу и харизми свог фронтмена, Хендрикс, који је данс признат као један од највећих гитариста свих времена од стране разних музичких часописа и писаца. Сва три студијска албума, Are You Experienced (1967), Axis: Bold as Love (1967) и Electric Ladyland (1968) налазе се у топ 100 на Ролинг стоуновој листи 500 најбољих албума свих времена, на позицијама 15, 82 и 54. Дана 1. јануара 1992, Џими Хендрикс експиријенс је примљен у Рокенрол кућу славних.